# Vacherin fribourgeois
Ne doit pas être confondu avec Mont d'Or (fromage).
Le vacherin fribourgeois est un fromage suisse du canton de Fribourg. Il s'agit d'un fromage à pâte pressée non cuite au lait de vache cru ou thermisé. Il est protégé par une appellation d'origine protégée.

## Description
Les meules étaient cerclées d'écorce de sapin jusque vers 1945.
C'est un fromage à base de lait de vache cru ou thermisé, à pâte pressée non cuite. Sa contenance en matière grasse est de 28 % et il est formé en meules de 6 à 10 kg. Il a une légère odeur de résine et une saveur un peu acidulée, noisettée. Sa période de dégustation optimale s'étale d'octobre à mars après un affinage de 5 à 7 semaines. On l'utilise notamment pour préparer la fondue moitié-moitié et la fondue fribourgeoise. Il se décline également pour la raclette .
Il bénéficie d'une appellation d'origine protégée (AOP) depuis 2005. « Vacherin Fribourgeois » est une marque déposée qui appartient à l'Interprofession du Vacherin Fribourgeois.
Plusieurs variétés, dont certaines sont labellisées bio, sont produites en plaine ou en alpage. Leur durée d’affinage varie entre neuf et vingt-cinq semaines.